# Kommune (Norwegen)

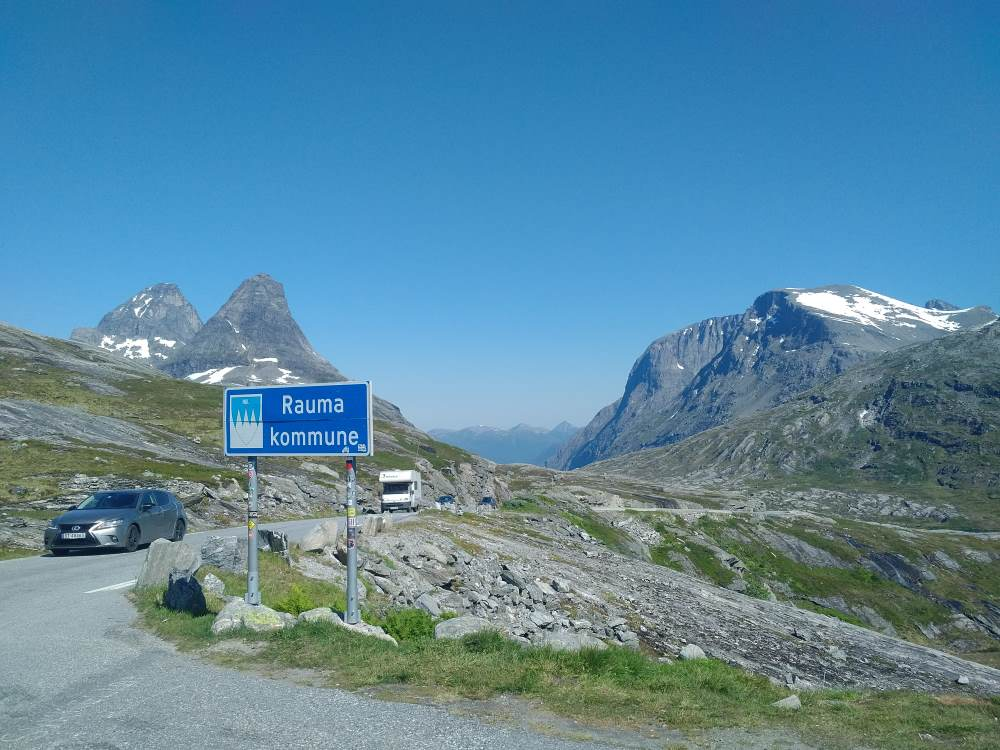
Eingangsschild der Kommune Rauma nahe dem Trollstigen an der Grenze zur Kommune Norddal

Kommune ist in Norwegen die Bezeichnung für die unterste bzw. lokale Ebene der staatlichen Verwaltung. Sie ist ein Gebiet, das eine eigene politische und verwaltungstechnische Einheit ausmacht. In Deutschland, Österreich und der Schweiz entsprechen ihnen die (politischen) Gemeinden.
Den Kommunen übergeordnet sind die Provinzen (norw. fylke) und diesen der norwegische Staat (norw. staten).
Kommunen können in mehrere Kirchengemeinden (norw. bokmål sogn, nynorsk sokn) und Schulkreise (norw. bokmål skolekrets, nynorsk skulekrins) eingeteilt sein; diese entsprechen teilweise den Grenzen früherer Kommunen.

## Organisation und Aufgaben
Es gibt zwei Arten von Kommunen: In vielen Kommunen gibt es einen auf vier Jahre vom Volk gewählten Kommunalvorstand (kommunestyre), der einem Gemeinde- bzw. Stadtrat gleicht, und ein weiteres Gremium namens Formannskap (Präsidium). Die Mitglieder dieses Gremiums werden vom Kommunalvorstand aus den eigenen Reihen gewählt. Sie können ohne den Kommunalvorstand den Jahreshaushaltsplan oder Steuerbeschlüsse verabschieden. In anderen Kommunen gibt es keine Formannskap. Es wird stattdessen ein Kommuneråd gebildet. Der Bürgermeister wird Ordfører (bokmål) beziehungsweise Ordførar (nynorsk) genannt. Er und sein Stellvertreter wird nicht direkt vom Volk, sondern von den Mitgliedern des Kommunalvorstands gewählt. In Kommunen mit Formannskap müssen sowohl der Bürgermeister als auch der Stellvertreter Mitglied des Formannskaps und somit auch des Kommunalvorstands sein, in den restlichen Kommunen müssen sie nur Teil des Kommunalvorstands sein, aber nicht des Kommuneråds.
Alle norwegischen Kommunen sind einander gleichgestellt. Sie sind verantwortlich für das Grund- und das untere Sekundarschulwesen, die sozialen Einrichtungen, den kommunalen Straßenbau, die Wasserversorgung und Abwasserregulierung sowie die Flächennutzungsplanung. Sie finanzieren sich aus eigener Steuererhebung und aus Vergabe von zentralen Mitteln.

## Eckdaten
Seit 1. Januar 2024 ist Norwegen in 357 Kommunen gegliedert, 2020–2023 waren es 356 Kommunen, 2018–2019 422.
Die Größe und Bevölkerungszahlen der Kommunen unterscheiden sich stark. Die flächenmäßig größte Kommune ist Kautokeino in Finnmark mit 9.704 km², die kleinste ist Kvitsøy in Rogaland mit etwa 6 km². Oslo ist die bevölkerungsreichste Kommune, mit 724.290 Einwohnern (Stand: 1. Januar 2025); in Utsira leben am wenigsten Einwohner, nämlich nur 217 Einwohner (Stand: 1. Januar 2025).

## Kommunennummer
Seit 1946 hat jede Kommune für statistische und andere Verwaltungszwecke eine eindeutige Kommunennummer. Dies ist eine vierstellige Zahl. Deren ersten beiden Stellen entsprechen der zweistelligen Nummer der Provinz, zu der die Kommune gehört (Fylkesnummer). Die letzten beiden Stellen enthalten die Nummer der Kommune innerhalb der Provinz.
Zum Beispiel hat Øygarden die Kommunennummer 4626, was bedeutet, dass es sich um die Kommune 26 in der Provinz 46 (Vestland) handelt.
Üblicherweise erhalten die Kommunen, die aus einer Stadt bestehen, die niedrigsten Nummern in der jeweiligen Provinz, so hat zum Beispiel Trondheim die Kommunennummer 5001. Die übrigen Kommunen werden nach einer topografischen Abfolge durchnummeriert. Die Nummernfolgen weisen viele Lücken auf.

## Geschichte

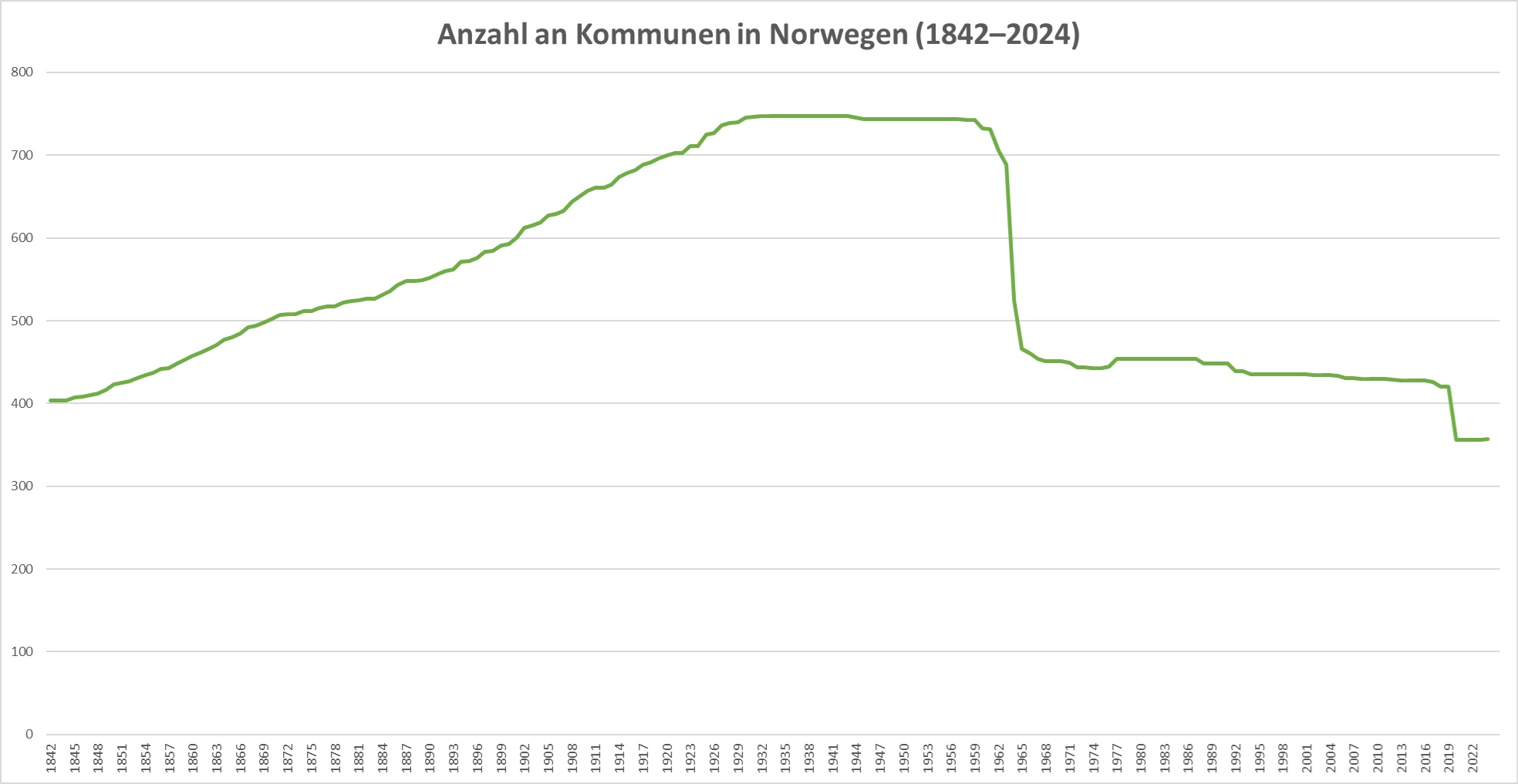
Anzahl der Kommunen (1842–2024)

Die Bezeichnung Kommune für die kleinste administrative Einheit Norwegens wurde 1853 eingeführt und löste die bis dahin bestehende administrative Einheit Formannskapsdistrikt ab. Mit dem Kommunengesetz (kommunelov) vom 25. September 1992 wurde die Unterscheidung zwischen Stadtkommunen (bykommune) und Landkommunen (herredskommune) aufgehoben. Die Begriffe Stadtkommune und Landkommune werden weiterhin in der norwegischen Sprache gebraucht, haben aber keine formelle Bedeutung mehr.

## Kommunalwahlen
Die letzten Kommunalwahlen fanden am 11. September 2023 statt.
| Partei   | Partei                         | 2007 | 2011 | 2015 | 2019 | 2023 |
| -------- | ------------------------------ | ---- | ---- | ---- | ---- | ---- |
|          | Høyre (H)                      | 19,3 | 28,0 | 23,2 | 20,1 | 25,9 |
|          | Arbeiderpartiet (Ap)           | 29,6 | 31,7 | 33,0 | 24,8 | 21,6 |
|          | Fremskrittspartiet (FrP)       | 17,5 | 11,4 | 9,5  | 8,2  | 11,3 |
|          | Senterpartiet (Sp)             | 8,0  | 6,7  | 8,5  | 14,4 | 8,2  |
|          | Sosialistisk Venstreparti (SV) | 6,2  | 4,1  | 4,1  | 6,1  | 6,9  |
|          | Venstre (V)                    | 5,9  | 6,3  | 5,5  | 3,9  | 5,0  |
|          | Miljøpartiet De Grønne (MDG)   | –    | –    | 4,2  | 6,8  | 4,2  |
|          | Kristelig Folkeparti (KrF)     | 6,4  | 5,6  | 5,4  | 4,0  | 4,0  |
|          | Rødt (R)                       | 1,9  | 1,5  | 2,0  | 3,8  | 3,5  |
|          | Sonstige                       | 5,3  | 4,8  | 4,6  | 7,9  | 9,5  |
|          | Wahlbeteiligung                | 61,7 | 64,5 | 60,0 | 64,7 | 62,4 |
| Quellen: |                                |      |      |      |      |      |

Siehe auch: Fylkestingswahlen